# Paulus Arajuuri
Paulus Arajuuri (15 juni 1988) is een Fins voetballer die doorgaans als verdediger speelt. Hij verruilde Brøndby IF in augustus 2019 voor Paphos FC. Arajuuri debuteerde in 2010 in het Fins voetbalelftal.

## Carrière

### Finland
Arajuuri maakte in 2006 zijn debuut op het hoogste niveau in Finland als speler van FC Honka, tijdens de derby tegen HJK Helsinki. Het bleef voor Arajuuri bij één optreden in de hoofdmacht van FC Honka. Op zoek naar meer speeltijd tekende Arajuuri bij Klubi 04. Daar werd hij opgepikt door IFK Mariehamn. Bij de club op het eiland Åland groeide Arajuuri uit tot publiekslieveling.

### Kalmar FF
Met zijn goede spel voor IFK Mariehamn trok Arajuuri de aandacht van het Zweedse Kalmar FF. In 2010 tekende de verdediger een vierjarig contract bij de club uit Småland. Na een moeilijk eerste seizoen in de Allsvenskan leek Arajuuri in 2011 uit te groeien tot basisspeler, maar door een blessure miste hij een groot deel van de eerste seizoenshelft. Zijn vervangers deden het goed. Eenmaal fit belandde de Fin zodoende op de bank. Een jaar later brak Arajuuri alsnog door bij Kalmar FF. In 2012 speelde hij 21 wedstrijden voor de Zweedse club. Het leverde hem interesse van het Nederlandse SC Heerenveen op.

## Interlandcarrière
Arajuuri maakte op 18 januari 2010 voor het eerst zijn opwachting in het nationale elftal van Finland. In Málaga namen de Finnen het op tegen Zuid-Korea en verloren met 2–0. Arajuuri kwam in de 84ste minuut als invaller binnen de lijnen. Andere debutanten in die wedstrijd namens Finland waren Jani Lyyski (Djurgårdens), Joel Perovuo (Djurgårdens), Hermanni Vuorinen (FC Honka), Timo Furuholm (FC Inter Turku), Juska Savolainen (FK Haugesund), Sebastian Sorsa (HJK Helsinki) en Mika Ojala (FC Inter Turku). Arajuuri maakte op 11 oktober 2015 zijn eerste interlanddoelpunt, toen de Finnen in Helsinki met 1–1 gelijkspeelden tegen Noord-Ierland in een kwalificatiewedstrijd voor het EK 2016. Hij kwalificeerde zich in 2019 met zijn landgenoten voor het EK 2020, het eerste eindtoernooi waarvoor Finland zich ooit plaatste. Hij was gedurende vrijwel heel de kwalificatiereeks basisspeler bij de Finnen.

## Erelijst
| Competitie           | Aantal      | Jaren       |             |             |
| Lech Poznań          | Lech Poznań | Lech Poznań | Lech Poznań | Lech Poznań |
| -------------------- | ----------- | ----------- | ----------- | ----------- |
| Kampioen Ekstraklasa | 1x          | 2014/15     |             |             |
| Brøndby IF           |             |             |             |             |
| Beker van Denemarken | 1x          | 2017/18     |             |             |